# لغات أوغرية
اللغات الأوغرية (بالإنجليزية: Ugric languages)‏ لغات أورالية إلى جانب اللغة المجرية المتحدث بها بالمجر وفي المناطق المجاورة لها في رومانيا، سلوفاكيا، صربيا وكرواتيا والنمسا وسلوفينيا، ويحدث أيضاً في أجزاء من أوكرانيا وشمال روسيا بشرق جبال الأورال ومناطق أخرى حول البحر الأسود.